# Sự sống
Sự sống, hay sinh mệnh/mạng, là một đặc điểm phân biệt các thực thể vật chất có cơ chế sinh học (ví dụ như khả năng tự duy trì, hay truyền tín hiệu), tách biệt chúng với các vật thể không có những cơ chế đó hoặc đã ngừng hoạt động, những vật đó được gọi là vô sinh hay vô tri giác. Nhiều dạng sự sống tồn tại như thực vật, động vật, nấm, nguyên sinh vật, vi khuẩn cổ và vi trùng. Các tiêu chí đôi khi có thể mơ hồ và có thể hoặc không thể xác định vi-rút, viroid, hoặc sự sống nhân tạo tiềm ẩn là "sống" và nói chung thì gọi là sinh mệnh. Sinh học là môn khoa học chính liên quan đến nghiên cứu về sự sống, mặc dù có nhiều khoa học khác cũng tham gia vào việc này.
Khái niệm của sự sống rất phức tạp. Hiện nay sinh vật được định nghĩa là có khả năng cân bằng nội môi, tạo nên bởi các tế bào, thực hiện các quá trình trao đổi chất, phát triển và thích ứng với môi trường, phản ứng với tác động và sinh sản. Nhưng một số các cách định nghĩa khác cũng được đề cập vì những điều kiện trên không áp dụng cho một số loài như vi-rút. Qua nhiều thời kì lịch sử, đã có nhiều nỗ lực để tìm ra định nghĩa của "sự sống" và nhiều lý thuyết về các đặc tính và sự xuất hiện của các sinh vật, như chủ nghĩa duy vật, niềm tin rằng mọi thứ đều được tạo ra từ vật chất và cuộc sống chỉ đơn thuần là một hình thức phức tạp của nó; Thuyết kỳ dị, niềm tin rằng tất cả mọi thứ là sự kết hợp của vật chất và hình thái, và hình dạng của một sinh vật là linh hồn của nó; Thế hệ tự phát, niềm tin rằng cuộc sống liên tục xuất hiện từ sự sống còn; Và thuyết sức sống, một giả thuyết hiện đại đã mất uy tín, cho rằng phần lớn các sinh vật sống có một "lực lượng sống" hoặc một "tia lửa". Định nghĩa của sự sống trong thời hiện đại phức tạp hơn, với sự đóng góp từ sự đa dạng của các định nghĩa khoa học. Các nhà lý sinh học đã đưa ra nhiều định nghĩa thông qua các hệ thống hóa học, ngoài ra còn có các định nghĩa dựa trên các lí thuyết về hệ thống sống, ví dụ như giả thuyết Gaia, phát biểu rằng Trái Đất cũng là một vật thể sống. Một ý tưởng khác cho rằng sự sống là một đặc tính của hệ sinh thái, và một số khác dựa trên cơ sở của Toán sinh học. Nguồn gốc sự sống (Abiogenesis) diễn tả sự sống tự nhiên được hình thành từ các vật chất vô sinh, ví dụ như là các hợp chất hữu cơ đơn giản. Tính chất chung của tất cả các sinh vật bao gồm nhu cầu biến đổi các nguyên tố hóa học cốt lõi nhất định để duy trì các chức năng sinh hóa.
Sự sống trên Trái Đất xuất hiện lần đầu vào khoảng 4.28 tỉ năm trước, ngay sau sự hình thành của biển vào khoảng 4.41 tỉ năm trước đây và cũng không lâu sau sự hình thành của Trái Đất 4.54 tỉ năm trước. Sự sống trên Trấi đất có thể bắt nguồn từ các tế bào RNA, mặc dù sự sống với tế bào RNA có thể không phải là đầu tiên. Cơ chế hình thành sự sống trên Trái Đất chưa được giải thích, nhưng một số tin vào thí nghiệm Miller–Urey. Những dạng sống sớm nhất được phát hiện là hóa thạch của một số loài vi khuẩn. Vào tháng 7 năm 2016, các nhà khoa học báo cáo rằng đã xác định được một bộ 355 gien tin rằng bắt nguồn từ tổ tiên chung gần nhất của mọi loài (viết tắt: LUCA).
Từ thuở sơ khai của lịch sử Trái Đất, hệ sinh thái luôn thay đổi theo thời gian. Để sinh tồn, mọi loài sinh vật phải thích nghi được với các tác động khác nhau của môi trường. Một vài loài vi sinh vật, gọi là Extremophile (vi sinh chịu cực hạn), những loài đó có thể sống sót trong các môi trường đạt giới hạn về vật lí cũng như địa lí, các môi trường cực hạn không có khả năng duy trì sự sống cho các loài khác.

## Các tính chất đặc trưng của sự sống
1. Có cấu trúc phức tạp và tổ chức tinh vi: cơ thể sinh vật cũng được tạo nên từ các nguyên tố hóa học trong tự nhiên nhưng cấu trúc bên trong vô cùng phức tạp bao gồm vô số các hợp chất hóa học. Các chất phức tạp trong cơ thể sống hình thành nên các cấu trúc tinh vi thực hiện một số chức năng nhất định, ngay cả các đại phân tử cũng có những vai trò quan trọng nhất định.
2. Có sự chuyển hóa năng lượng phức tạp: thu nhận năng lượng từ môi trường ngoài và biến đổi nó để xây dựng và duy trì tổ chức phức tạp đặc trưng cho sự sống.
3. Thông tin của sự sống ổn định, chính xác và liên tục: liên quan đến các quá trình sống chủ yếu như sinh sản, phát triển, tiến hóa và các phản ứng thích nghi.

## Các biểu hiện của sự sống
1. Trao đổi chất: toàn bộ các hoạt động hóa học của cơ thể sinh vật.
2. Sự nội cân bằng: xu hướng các sinh vật tự duy trì môi trường bên trong ổn định: các tế bào hoạt động ở mức cân bằng và ổn định ở một trạng thái nhất định.
3. Sự tăng trưởng: tăng khối lượng chất sống của mỗi cơ thể sinh vật.
4. Đơn vị tổ chức: cấu trúc được bao gồm một hoặc nhiều tế bào - đơn vị cơ bản của cuộc sống.
5. Sự đáp lại: đáp lai các kích thích khác nhau từ môi trường bên ngoài.
6. Sự sinh sản: gồm sinh sản hữu tính và sinh sản vô tính
7. Sự thích nghi: khả năng cơ thể có thể sống bình thường trong một môi trường nhất định.

## Các môi trường sống

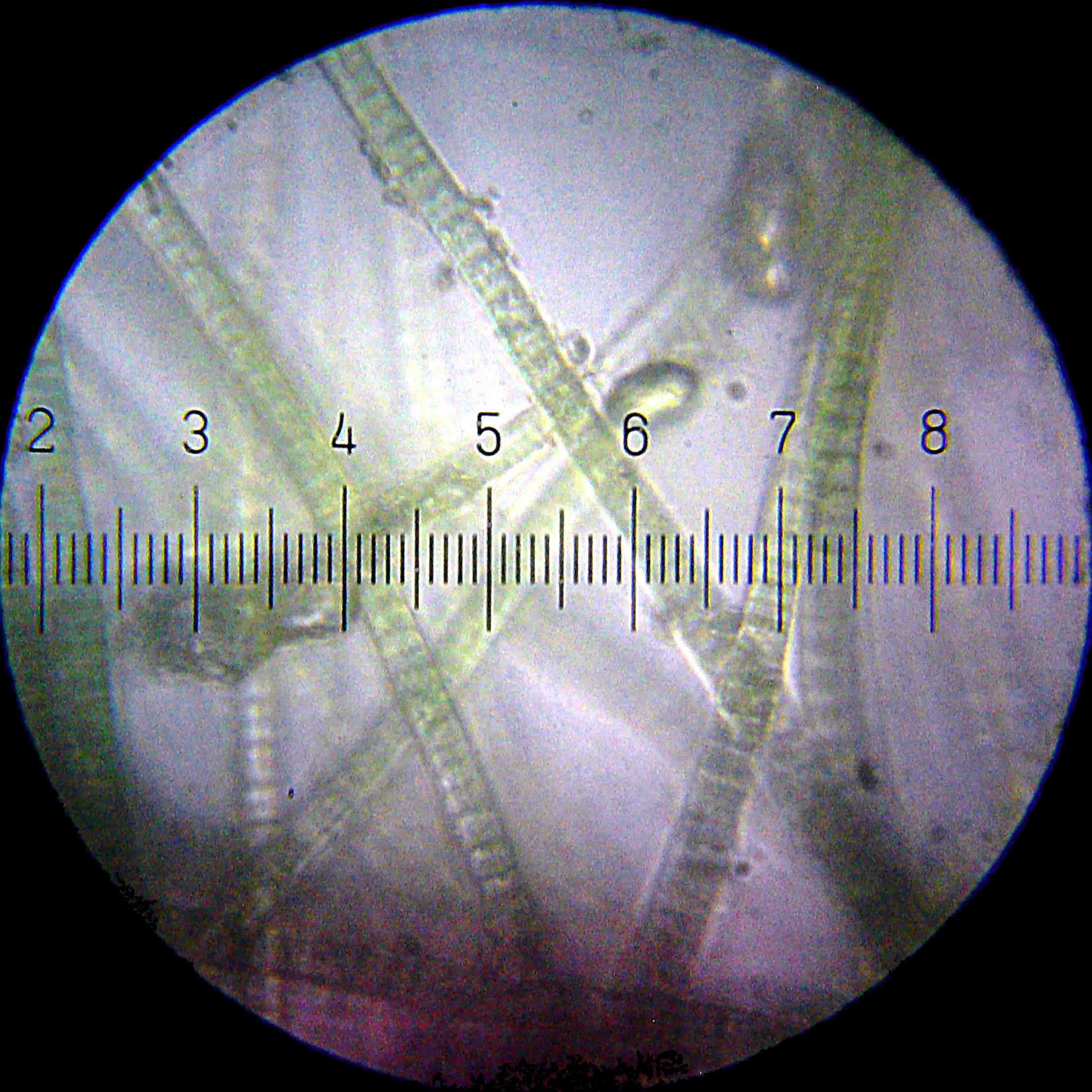
Vi khuẩn lam đã làm thay đổi đáng kể các thành phần của các dạng sống trên Trái Đất dẫn đến khả năng gần như tuyệt chủng của các sinh vật không ưa oxy.